# Stanytsya Luhanska (huyện)
Huyện Stanytsya Luhanska (tiếng Ukraina: Станично-Луганський район, chuyển tự: Stanytsya Luhanskas’kyi raion) là một huyện của tỉnh Luhansk thuộc Ukraina. Huyện Stanytsya Luhanska có diện tích 1896 km², dân số theo điều tra dân số ngày 5 tháng 12 năm 2001 là 52762 người với mật độ 28 người/km2. Trung tâm huyện nằm ở Stanytsya Luhanska.